# Адаптивное управление
Адаптивное управление — совокупность методов теории управления, позволяющих синтезировать системы управления, которые имеют возможность изменять параметры регулятора или структуру регулятора в зависимости от изменения параметров объекта управления или внешних возмущений, действующих на объект управления. Подобные системы управления называются адаптивными. Адаптивное управление широко используется во многих приложениях теории управления.

## Классификация адаптивных систем
По характеру изменений в управляющем устройстве адаптивные системы делят на две большие группы:
самонастраивающиеся (изменяются только значения параметров регулятора)
самоорганизующиеся (изменяется структура самого регулятора).
По способу изучения объекта системы делятся на
поисковые
беспоисковые.
В первой группе особенно известны экстремальные системы, целью управления которых является поддержание
системы в точке экстремума статических характеристик объекта. В таких системах для определения
управляющих воздействий, обеспечивающих движение к экстремуму, к управляющему сигналу добавляется
поисковый сигнал.
Беспоисковые адаптивные системы управления по способу получения информации для подстройки
параметров регулятора делятся на
системы с эталонной моделью (ЭМ)
системы с идентификатором, в литературе иногда называют, как системы с настраиваемой моделью (НМ).
Адаптивные системы с ЭМ содержат динамическую модель системы, обладающую требуемым качеством.
Адаптивные системы с идентификатором делятся по способу управления на
прямой
косвенный (непрямой).
При косвенном адаптивном управлении сначала делается оценка параметров объекта, после
чего на основании полученных оценок определяются требуемые значения параметров регулятора и
производится их подстройка. При прямом адаптивном управлении благодаря учёту взаимосвязи параметров
объекта и регулятора производится непосредственная оценка и подстройка параметров регулятора, чем исключается этап идентификации параметров объекта.
По способу достижения эффекта самонастройки системы с моделью делятся на
системы с сигнальной (пассивной) адаптацией
системы с параметрической (активной) адаптацией
системы с алгоритмической адаптацией
системы со структурной адаптацией.
В системах с сигнальной адаптацией эффект самонастройки достигается без изменения параметров управляющего устройства с помощью компенсирующих сигналов. Системы, сочетающие в себе оба вида адаптации называют комбинированными.
При использовании сигнальных воздействий на вход системы подаётся специально организованное внешнее идентифицирующее воздействие, например, в виде изменения задания регулятору. 
Параметрическое воздействие состоит в изменении параметров настройки регулятора. 

## Понятие систем с адаптивным управлением (система с переменной структурой)
Большие дополнительные возможности совершенствования  процессов управления позволяют осуществлять нелинейный контроль за функционированием объекта путем изменения структуры управляющего устройства в зависимости от размеров и знаков входных значений, поступающих в управляющее устройство от измерительного устройства. При этом могут быть использованы комбинации линейных регулирующих законов. Например, если известно, что с законом регулирования происходит быстрое изменение начальной настройки, но с большими последующими колебаниями, а при другом линейном законе регулирования – медленное изменение, но плавный подход к новому установившемуся режиму, то можно, включив сначала первый закон, переключить затем систему на второй закон в некоторой точке А, когда отклонение у достигнет определенного значения уа. В результате процесс регулирования изобразится кривой, объединяющей оба качества - быстроту и плавность процесса. Используя данный подход, мы получаем процесс регулирования без характерных для ПИ- и ПИД-регуляторов колебаний и перерегулирования, при малом времени регулирования.

## Применение
Применяется для управления нелинейной системой, или системой с переменными параметрами[уточнить].
К примерам таких систем относят, например, асинхронные машины, транспортные средства на магнитной подушке, магнитные подшипники и т.п. Среди механических систем можно назвать инверсный маятник, подъёмно-транспортные машины, роботы, шагающие машины, подводные аппараты, самолеты, ракеты, многие виды управляемого высокоточного оружия и т.п.